# Boston Bruins
Los Boston Bruins (en español, Osos Pardos de Boston) son un equipo profesional de hockey sobre hielo de los Estados Unidos con sede en Boston, Massachusetts y ha jugado sus partidos como local en el TD Garden desde 1995. Anteriormente, el equipo jugó algunas temporadas en el Boston Arena y luego la mayor parte de su historia en el Boston Garden. Son parte de la liga principal de Estados Unidos, la Liga Nacional de Hockey (también conocida como la NHL), y se alinean en la División Atlántico en la Conferencia Este.
Fundado en 1924, los Bruins son uno de los equipos más antiguos de la NHL aún en funcionamiento; entre 1942 y 1967 formaron parte de los "seis equipos originales" junto con los Chicago Blackhawks, Montreal Canadiens, Toronto Maple Leafs, New York Rangers y Detroit Red Wings. Fue el primer equipo de la Liga Nacional de Hockey en mudarse a una ciudad en los Estados Unidos y solo los Canadiens y Maple Leafs, entonces llamados St. Patricks, son anteriores a los Bruins. Desde su primera temporada en 1924-1925,jugaron diecinueve veces en la final de la Copa Stanley y ganaron las finales en 1929, 1939, 1941, 1970, 1972 y 2011. Sus rivales más antiguos e históricos son los Montreal Canadiens que los han vencido cada vez que los dos equipos se han enfrentado en la final.
Más de ochocientos jugadores diferentes han vestido los colores negro, dorado y blanco de los Bruins desde su debut y más de cincuenta personalidades del equipo forman parte del Salón de la Fama del Hockey. Es el caso de: "Ray" Bourque, también el mejor goleador de la historia del club, Robert "Bobby" Orr, Phil Esposito, Tiny Thompson o Cam Neely. El equipo actual es entrenado por Jim Montgomery y dirigido por el capitán Brad Marchand.

## Historia

### Los inicios del equipo (1924-1928)
El 9 de febrero de 1924, Charles Adams, propietario de tiendas de comestibles en Boston, Massachusetts, consiguió que la Liga Nacional de Hockey se expandiera a los Estados Unidos otorgándole una franquicia. ; Se rumorea que Adams pagó $ 15,000 para obtener esta franquicia. Los colores de este nuevo equipo son los de las tiendas de comestibles de Adams: marrón y dorado. Para la elección del nombre, Adams quiere que se relacione con un animal grande, fuerte, ágil, feroz y astuto; el nombre de la nueva franquicia le es sugerido por su secretaria, se bautiza "los Bruins". La palabra bruin proviene del holandés y significa marrón; desde la traducción de la novela de Renart, la palabra es tomada por los angloparlantes y designa al oso pardo. Para la temporada 1924-1925, los Bruins fueron, junto con los Montreal Maroons, uno de los dos nuevos equipos en participar en la octava temporada de la NHL..
Adams contrata a Art Ross, quien acaba de ser despedido como entrenador de los Hamilton Tigers y lo nombró el primer gerente general y entrenador en jefe en la historia de la franquicia.. El primer partido del club se jugó en la noche del   de diciembre de 1924 contra los cimarrones; fue el primer partido en la historia de la NHL fuera de Canadá para los Bruins en ganar 2 goles a 1. El primer gol de la franquicia fue anotado por Smokey Harris pero el equipo perdió los siguientes once partidos y, finalmente, terminó en el último lugar en la clasificación de la temporada 1924-1925 con solo seis victorias..
Antes del inicio de la temporada 1926-1927,Adams fichó a siete jugadores de la desaparecida Western Canada Hockey League; Eddie Shore, ya reconocido por su estilo dinámico, es parte del lote. La incorporación del joven defensa pero también de jugadores como Harry Oliver permitió a los Bruins llegar a la final de la Stanley Cup ante el mejor equipo de la temporada regular, los Ottawa Senators. Oliver termina como máximo goleador mientras que Shore es el segundo jugador más penalizado de toda la NHL.
Se supone que la final de la Stanley Cup se jugará al mejor de tres partidos. pero después de un empate en el primer juego, el presidente de la NHL, Frank Calder, decidió que se jugaría un máximo de cinco juegos y que si no había ganadores en cinco juegos, ambos equipos se coronarían campeones.. Finalmente, los juegos número uno y tres terminaron con un puntaje de paridad ya que los Senadores ganaron los otros dos juegos y la copa.

### Actualidad
Durante la temporada 2022-23 los Bruins lograron varios récords históricos en la NHL, como el equipo más rápido de todos los tiempos en obtener 50 victorias, logrando la marca en 64 partidos, comparado con la marca previa obtenida en la temporada 1995-96 por los Detroit Red Wings y los Tampa Bay Lightning de la temporada 2018-19. En ese mismo partido, los Bruins se convirtieron en el tercer equipo más rápido en asegurar una plaza para la postemporada, en la era de las temporadas de 82 partidos, por detrás de, únicamente, los Detroit Red Wings de la temporada 1995-96 (59 partidos) y los Dallas Stars de la temporada 1998-99 (63 partidos). Los Bruins también marcaron el nuevo récord de todos los tiempos de más partidos ganados en una temporada, el 9 de abril de 2023, cuando vencieron a los Philadelphia Flyers, siendo el primer equipo de la historia en alcanzar las 63 victorias. Además, los Bruins lograron otro hito histórico, como el equipo con más puntos obtenidos en una temporada regular de toda la historia de la NHL, al alcanzar la marca de 133 puntos en el partido contra los Washington Capitals el 11 de abril de 2023. Finalizaron la temporada con 135 puntos, ganando el President's Trophy. En la postemporada, perdieron en siete partidos en la primera ronda contra los Florida Panthers, después de llevar una ventaja de 3-1.

## Logo y equipación

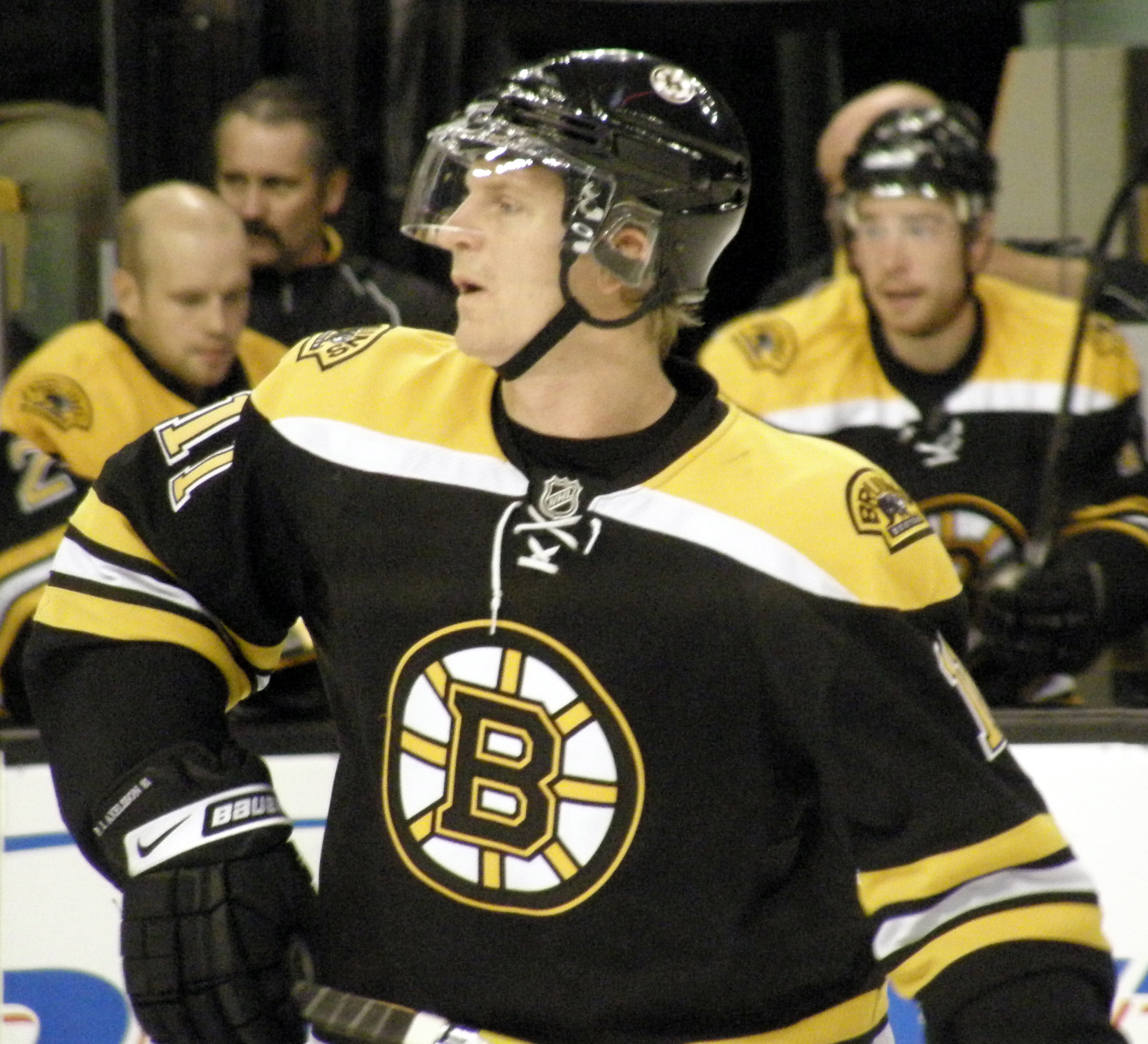
Per Johan Axelsson con la equipación de los Bruins.

Los Bruins emplean un jersey negro con bandas amarillas y blancas en casa, y uno blanco con bandas amarillas y negras fuera. Ha sido la equipación tradicional del equipo desde 1939, aunque comenzaron jugando con el amarillo y marrón como colores principales.
El escudo actual del equipo es una B (por Boston) dentro de un círculo, y con ocho líneas amarillas que se cruzan. Aunque se han realizado pequeñas modificaciones, es el mismo escudo desde el año 1948.

## Estadio
Los Bruins juegan sus partidos desde 1995 en el TD Garden, el cual comparten con los Boston Celtics de la NBA. Tiene una capacidad para 17.565 espectadores.

## Rivalidades Históricas
Los Bruins mantienen varias rivalidades históricas con diversos equipos de la NHL, algunas de las cuales se cuentan entre las más intensas de la liga profesional de hockey. La principal rivalidad histórica es la que mantienen contra los Montreal Canadiens desde la década de los años 20 del siglo pasado. Otras dos rivalidades históricas les enfrentan contra Toronto Maple Leafs y Buffalo Sabres y, además, esta la rivalidad contra New York Rangers, influenciada en parte por la rivalidad histórica entre los equipos de béisbol de ambas ciudades.

## Palmarés
Stanley Cup
- 1928–29, 1938–39, 1940–41, 1969–70, 1971–72, 2010-11

Presidents' Trophy
- 1989–90, 2022-23

Prince of Wales Trophy
- 1927–28, 1928–29, 1929–30, 1930–31, 1932–33, 1934–35, 1937–38, 1970–71, 1971–72, 1973–74, 1975–76, 1976–77, 1977–78, 1978–79, 1982–83, 1983–84, 1989–90, 1990–91, 1992–93, 2001–02, 2003–04, 2008-09, 2010-11, 2012-13

Art Ross Trophy
- Phil Esposito: 1968–69, 1970–71, 1971–72, 1972–73, 1973–74
- Bobby Orr: 1969–70, 1974–75
- Joe Thornton: 2005–06

Bill Masterton Memorial Trophy
- Charlie Simmer: 1985–86
- Gord Kluzak: 1989–90
- Cam Neely: 1993–94
- Phil Kessel: 2006–07

Calder Memorial Trophy
- Frank Brimsek: 1938–39
- Jack Gelineau: 1949–50
- Larry Regan: 1956–57
- Bobby Orr: 1966–67
- Derek Sanderson: 1967–68
- Ray Bourque: 1979–80
- Sergei Samsonov: 1997–98
- Andrew Raycroft: 2003–04

Conn Smythe Trophy
- Bobby Orr: 1969–70, 1971–72
- Tim Thomas: 2010-11

Frank J. Selke Trophy
- Steve Kasper: 1981–82

Hart Memorial Trophy
- Eddie Shore: 1932–33, 1934–35, 1935–36, 1937–38
- Bill Cowley: 1940–41, 1942–43
- Milt Schmidt: 1950–51

- Phil Esposito: 1968–69, 1973–74
- Bobby Orr: 1969–70, 1970–71, 1971–72
- Joe Thornton: 2005–06

Jack Adams Award
- Don Cherry: 1975–76
- Pat Burns: 1997–98

James Norris Memorial Trophy
- Bobby Orr: 1967–68, 1968–69, 1969–70, 1970–71, 1971–72, 1972–73, 1973–74, 1974–75
- Ray Bourque: 1986–87, 1987–88, 1989–90, 1990–91, 1993–94

King Clancy Memorial Trophy
- Ray Bourque: 1991–92
- Dave Poulin: 1992–93

Lady Byng Memorial Trophy
- Bobby Bauer: 1939–40, 1940–41, 1946–47
- Don McKenny: 1959–60
- John Bucyk: 1970–71, 1973–74
- Rick Middleton: 1981–82

Lester B. Pearson Award
- Phil Esposito: 1970–71, 1972–73
- Bobby Orr: 1974–75

Lester Patrick Trophy
- Charles Adams: 1966–67
- Walter A. Brown: 1967–68
- Eddie Shore: 1969–70
- Cooney Weiland: 1971–72
- John Bucyk: 1976–77
- Phil Esposito: 1977–78
- Bobby Orr: 1978–79
- Milt Schmidt: 1995–96
- Harry Sinden: 1998–99
- Willie O'Ree: 2002–03
- Ray Bourque: 2002–03

Vezina Trophy
- Tiny Thompson: 1929–30, 1932–33, 1935–36, 1937–38
- Frank Brimsek: 1938–39 1941–42
- Pete Peeters: 1982–83
- Tim Thomas: 2010-11

William M. Jennings Trophy
- Andy Moog y Rejean Lemelin: 1989–90

## Curiosidades
- Boston Bruins fue el primer equipo de la NHL en emplear una máquina alisadora de hielo.
- Los Bruins fueron el primer equipo en introducir en su plantilla a un jugador de raza negra, Willie O'Ree, en 1958.